# إريك فيرنر
إريك فيرنر هو صحفي وفيلسوف سويسري، ولد في أكتوبر 1940.

## وصلات خارجية
- الموقع الرسمي